# Mädchen, die nach Liebe schreien
Mädchen, die nach Liebe schreien ist ein Schweizer Sexploitationsfilm von Erwin C. Dietrich aus dem Jahr 1973. Er lief auch unter dem Titel Mein Körper will genommen sein.

## Handlung
Fotomodell Christa lernt Fotograf Fred kennen und erzählt ihm aus ihrem Leben. Ihre erotischen Abenteuer begeistern ihn so sehr, dass er ihr ganz verfällt. Freds eifersüchtige Assistentin Olga will da nicht nachstehen, während sich Christa in der Zwischenzeit mit anderen Männern abgibt. Wiederholt wird das Geschehen durch Zwischensequenzen unterbrochen, in denen Christas Sexfantasien zu sehen sind. Dazu zählt eine Zirkusszene, in der Christa in einer Kiste liegt und von Fred mit Schwertern durchbohrt wird. In einer Mittelaltersequenz wird Christa als Hexe angeklagt, gefoltert und enthauptet. Als Fred zuletzt Christa mit einem Elektriker erwischt, kehrt er zu Olga zurück.

## Vermarktung
Die Uraufführung erfolgte am 19. Juli 1973. Verleiher waren in der Bundesrepublik Deutschland Dietrichs Firma Avis und in der Schweiz dessen Elite. Der Film galt lange als verschollen, bis er 2003 als Schweizer DVD wieder veröffentlicht wurde. Infolge der Verwendung eines französischen Masters heißen Fred und Christa in dieser Version Mick (laut IMDb: Nick) und Fleur.

## Kritiken
Der Filmdienst schrieb über Mädchen, die nach Liebe schreien: 

„Dämlicher Sexfilm in gewohnter Dietrich-Manier..“

Das Heyne Filmlexikon (1996) urteilte: „Einfältiger Softporno vom Fließband.“